# La Domenica del Corriere

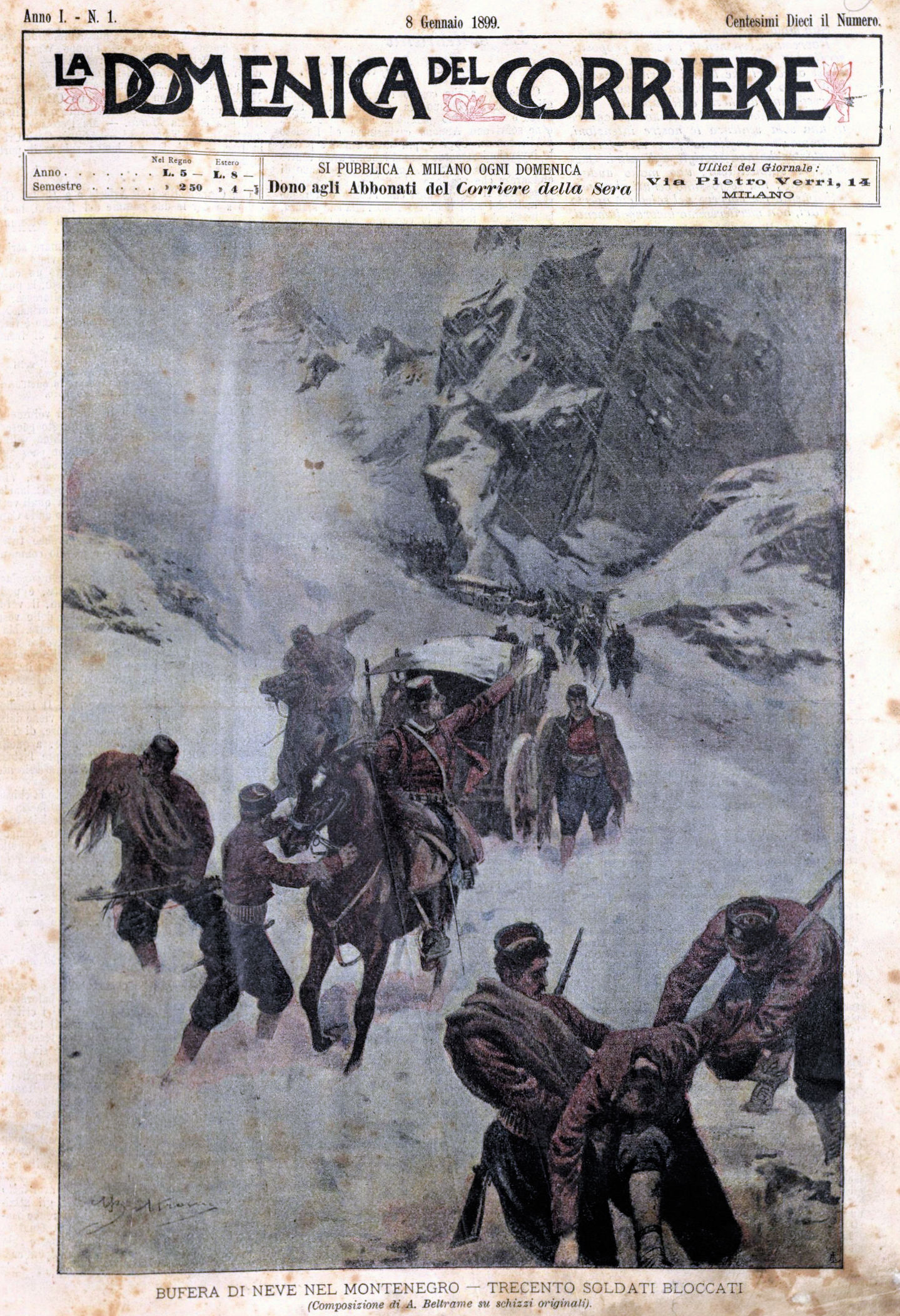
Premier numéro paru le 8 janvier 1899.

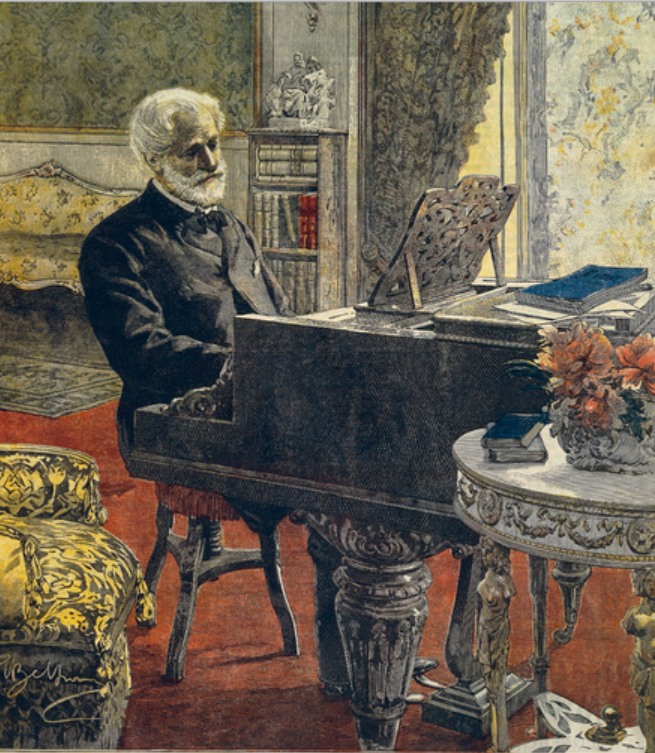
Giuseppe Verdi, illustration d'Achille Beltrame du numéro d'octobre 1899.

La Domenica del Corriere est un journal hebdomadaire italien fondé à Milan et qui a paru de 1899 à 1989. Avec La Tribuna illustrata et l'illustrazione italiana, la revue fait partie des hebdomadaires illustrés les plus lus en Italie depuis la fin du XIXe siècle jusqu'à l'arrivée de la télédiffusion.
Il sort chaque dimanche en supplément gratuit du Corriere della Sera, mais il est également vendu séparément. Il est célèbre pour ses illustrations de couverture, surtout celles réalisées par Achille Beltrame (1871-1945) et Walter Molino (1915-1997).

## Histoire

### De la fondation à 1945
Fortement souhaitée par Luigi Albertini, alors directeur administratif du Corriere della Sera, La Domenica del Corriere paraît pour la première fois en kiosque le 8 janvier 1899 comme supplément illustré du Corriere della Sera. Imprimé en grand format, il compte 12 pages et est distribué gratuitement aux abonnés du Corriere, ou vendu en kiosque à journaux pour 10 centimes.
Il n'est pas conçu comme un périodique d'information, afin de ne pas faire double emploi avec le journal. Il est considéré comme « l'hebdomadaire des Italiens ». Il doit marquer, comme un calendrier, leurs jours heureux, leurs tragédies, leurs petits et grands événements.
Le Corriere fait appel à un jeune dessinateur, Achille Beltrame, alors inconnu, qui se voit confier dans chaque numéro la tâche de représenter sur sa une le fait le plus intéressant de la semaine. La première des couvertures en couleur avec lesquelles Beltrame raconte chaque semaine, pendant plus de quarante ans, les événements de son époque, fait référence à une tempête de neige au Monténégro (1899). Le Monténégro avait récemment fait la une des journaux parce que Victor-Emmanuel III de Savoie, l'héritier du trône d'Italie, venait d'épouser Hélène de Monténégro. Après sa mort en 1945, Achille Bertrame est remplacé par Walter Molino.
Dans les années 1920 et 1930, le périodique devient l'un des principaux outils d'information, non seulement pour la bourgeoisie instruite, mais aussi pour une grande partie de la population italienne alphabétisée. Sur les pages de La Domenica del Corriere, les grands noms du Corriere, de Luigi Barzini à Indro Montanelli, trouvent une vitrine populaire.

### De 1946 à 1989
Indro Montanelli est le premier directeur d'après guerre ; il quitte la direction à la fin de 1946 pour retourner au Corriere della Sera et est remplacé par Eligio Possenti, critique de théâtre, qui assure la direction jusqu'en 1964, assisté par l'écrivain Dino Buzzati.
Tout au long des années 1950, La Domenica del Corriere est en tête des hebdomadaires avec 950 000 exemplaires et un pic à 1 300 000 exemplaires en 1952-1953, suivie par Oggi avec 650 000 exemplaires.
À partir des années 1970, la concurrence des hebdomadaires d'information comme L'Europeo, Panorama et L'Espresso conduit à une crise progressive du journal. Il est inutile de changer la première page et renoncer aux couvertures dessinées pour adopter la photographie, comme les autres hebdomadaires populaires.
Après plusieurs tentatives de relance entre les années 1970 et 1980, dont l'une a été confiée à la direction de Maurizio Costanzo, La Domenica del Corriere cesse définitivement sa publication en 1989 par décision du groupe d'édition Rizzoli-Corriere della Sera, pour devenir un nouvel hebdomadaire d'information Visto.
En janvier 2016, lors de la présentation des archives numériques en ligne du Corriere della Sera, il est annoncé que toutes les années de La Domenica del Corriere seront numérisées.